# Stade Yves Allainmat

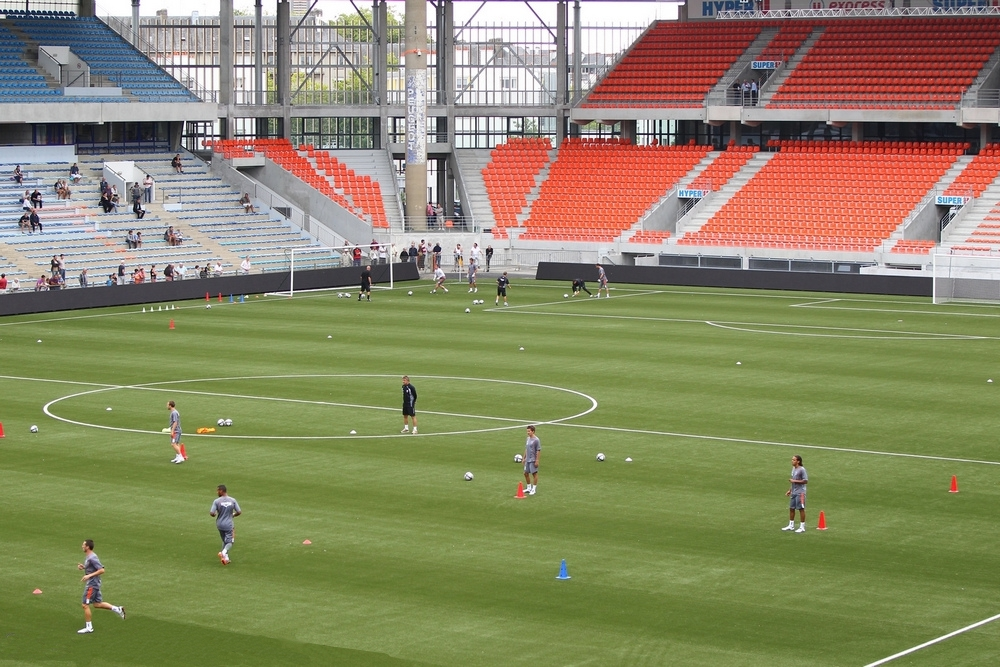
Stade Yves Allainmat

Stade Yves Allainmat (dawniej Stade du Moustoir) – stadion piłkarski we francuskiej miejscowości Lorient, położonej w Bretanii. Obecnie jest używany przez klub piłkarski FC Lorient. Stadion może pomieścić 18 110 widzów. Obiekt ten został wybudowany w 1959 roku.